# Накадзима (село)
Накадзима (яп. 中島村 Накадзима-мура) — село в Японии, находящееся в уезде Нисисиракава префектуры Фукусима. Площадь села составляет 18,91 км², население — 4983 человека (1 августа 2014), плотность населения — 263,51 чел./км².

## Географическое положение
Село расположено на острове Хонсю в префектуре Фукусима региона Тохоку. С ним граничат город Сиракава, посёлки Ябуки, Исикава и село Идзумидзаки.

## Население
Население села составляет 4983 человека (1 августа 2014), а плотность — 263,51 чел./км². Изменение численности населения с 1980 по 2005 годы:
| 1980 | 4448 чел. |  |
| 1985 | 4681 чел. |  |
| 1990 | 4885 чел. |  |
| 1995 | 5128 чел. |  |
| 2000 | 5274 чел. |  |
| 2005 | 5174 чел. |  |

## Символика
Деревом села считается сосна густоцветная, цветком — Rhododendron indicum.